# Dennis e Ringhio
Dennis e Ringhio (Dennis the Menace and Gnasher) è una serie a cartoni animati anglo-australiana del 2009 prodotta da Beano Productions, Red Kite Animation e Sticky Pictures. Viene trasmessa nel Regno Unito su CBBC dal 7 settembre 2009 ed in Italia sul canale a pagamento Disney XD dal 27 febbraio 2010.

## Trama
Dennis è un bambino di 10 anni, furbo e vivace. Come amici il cane Ringhio e 2 bambini di nome Ricciolo e Tortino. Abita nella cittadina di Beanotown con i genitori (di cui il nome non viene mai citato). I suoi vicini sono Walter, un bambino di 10 anni, e il generale, entrambi nemici di Dennis.
Dennis e Ringhio sono sempre pronti a combinare qualche guaio, infatti sono tutti i giorni in punizione, con genitori abbastanza severi e un padre che lavora in un reparto elastici e graffette, ovvero l'azienda del signor Soldoni, come capo Scrimp. Quest'ultimo è un tipo molto avaro (lo si nota in un episodio dove il padre di Dennis chiede un aumento di stipendio).
Ci sono molti altri personaggi, come la signora Kricer, Atena, Berty, Dadly, Bea. Anche gli zii e la nonna, come i genitori, non hanno nomi assegnati (eccezione per il padre di Dennis, che seppur non avendo un nome, viene soprannominato Come Si Chiama).

## Personaggi e doppiatori

### Amici di Dennis
- Tortino
- Ricciolo
- Ringhio
- Bea (sorella minore)

### Nemici di Dennis
- Generale
- Walter
- Sergente Slipper
- Signora Cricker
- Atena

### Parenti di Dennis
- Papà
- Mamma
- Bea
- Nonna

### Personaggi secondari
- Berty e Dadly

| Personaggio      | Doppiatore italiano |
| ---------------- | ------------------- |
| Dennis           | Cinzia Massironi    |
| Ringhio          | Monica Bonetto      |
| Tortino          | Federica Valenti    |
| Papà             | Mario Scarabelli    |
| Mamma            | Dania Cericola      |
| Bea              | Sabrina Bonfritto   |
| Nonna            | Giuliana Nanni      |
| Sergente Slipper | Diego Sabre         |

## Trasmissioni nel mondo
| Paese                     | Canali                            |
| ------------------------- | --------------------------------- |
| Regno Unito               | CBBC                              |
| Australia                 | ABC3, GO! Australia, Nine Network |
| India                     | Disney XD, Sonic                  |
| Messico                   | Cartoon Network                   |
| Corea del Sud             | Spacetoon                         |
| Malaysia                  | NTV7                              |
| Siria Emirati Arabi Uniti | MBC3                              |
| Stati Uniti               | The Hub                           |
| Francia                   | France 4                          |
| Irlanda                   | TG4                               |
| Islanda                   | RÚV                               |
| Danimarca                 | DR3                               |
| Brasile                   | Cartoon Network, SBT              |
| Finlandia                 | Yle                               |
| Svezia                    | SVT                               |
| Norvegia                  | NRK3                              |
| Indonesia                 | Spacetoon                         |
| Filippine                 | ABS-CBN                           |
| Russia                    | 2x2                               |